# 1130
Cette page concerne l'année 1130  du calendrier julien. Pour l'année 1130 av. J.-C., voir 1130 av. J.-C.
L'année 1130 est une année commune qui commence un mercredi.

## Événements
- Février : Bohémond II d’Antioche, parti guerroyer dans le nord, est tué lors d’une embuscade tendue par Ghazi, le fils de l’émir Danichmend. Sa tête, embaumée, est envoyée en cadeau au calife de Bagdad. Sa veuve Alix, apprenant sa mort, prend le contrôle d’Antioche avec l’aide de la population arménienne, grecque et syrienne de la ville. Elle prend contact avec Zanki et lui propose une alliance contre son propre père, Baudouin II de Jérusalem. Ce dernier marche immédiatement vers le nord avec son armée. Il reprend facilement Antioche, et Alix capitule après une résistance symbolique dans la citadelle. Son père l’exile au port de Lattaquié[2].

- 31 mars : victoire de l’Almohade Ibn Tûmart contre les Almoravides à Amâghdâr, au sud d’Aghmat[3].
- 13 mai[3] ou 14 avril[4] : échec des Almohades devant Marrakech à la bataille d’Al-Buhayra.
- 20 août : mort d’Ibn Tûmart[5]. Son disciple Abd al-Mumin le remplace et continue à répandre sa doctrine. Il n’hésitera pas à se proclamer calife deux ans plus tard (fin en 1164). La dynastie Almohade s’établit au Maroc. Abd al-Mumin organise l’Empire almohade dont il fait une monarchie héréditaire. Il nomme ses fils à la tête des provinces et consolide son pouvoir en enrôlant une partie des Hilaliens après leur défaite. Il fait réaliser l’arpentage du Maghreb pour mieux percevoir l’impôt (kharadj).

- 14 septembre : prise de Hama par l’émir seldjoukide gouverneur de Mossoul et d’Alep Zanki, avec l’aide de l’émir de Homs, Qirkhan, qui prend possession de la ville six jours plus tard. Il est arrêté aussitôt par Zanki, qui assiège Homs pendant quarante jours, sans succès, et retourne à Alep (novembre-décembre)[6].

- Octobre : le calife fatimide al-Amir est assassiné par les Nizârites[7]. Régence d’Abd al-Majid, qui se proclame calife en 1132.

- En Chine, les Jürchen renoncent à la conquête du sud, repassent le Yangzi Jiang et rentrent au Henan[8].
- Les Mongols Khitans, menés par Yelü Dashi, remportent la victoire sur les Turcs Karlouks en Asie centrale. Les Qarakhanides, turcs musulmans du Tchou et de Kachgarie sont soumis par les Kara-Khitans, mongols bouddhistes[9].

### Europe
- 14 février : le cardinal Grégoire Papareschi est élu pape, sous le nom d'Innocent II (fin de pontificat en 1143). Le cardinal Pietro Pierleoni conteste son élection et est élu le même jour par ses partisans sous le nom d’Anaclet II. Début du schisme de l’antipape Anaclet II (fin en 1138) soutenu par Roger II de Sicile contre l’empereur Lothaire II qui soutient Innocent II. Ce dernier doit fuir en France où il obtient l’appui de Bernard de Clairvaux et de plusieurs souverains au concile d’Étampes[10].
- 26 mars : la Norvège est divisée en deux royaumes rivaux à la mort de Sigurd Ier. Début de la guerre civile (en) entre Magnus IV et Harald IV[11].
- Avril : concile d’Étampes[12]. Dans la lutte pour la papauté entre le pape Innocent II et l’antipape Anaclet II, Bernard de Clairvaux tranche en faveur d’Innocent II.
- 11 août[13] : Guillaume X d'Aquitaine, duc d’Aquitaine et comte de Poitiers met le siège devant le port de Châtelaillon qu’il parvient à prendre. Il ruine le port pour fonder celui de La Rochelle.
- 27 septembre : Anaclet II signe une bulle par laquelle il confère à Roger II la dignité de roi de Sicile[14].
- Octobre : 
  - siège de Coucy ordonné par le roi Louis VI de France. Thomas est grièvement blessé par Raoul de Vermandois. Il meurt à Laon le 9 novembre[15]. En 1128, Thomas a tué Henri, seigneur de Chaumont-en-Vexin, frère de Raoul de Vermandois et cousin du roi de France Louis VI le Gros, qui prend les armes contre ce seigneur pillard[16].
  - le roi d’Aragon Alphonse le Batailleur, qui vient de traverser les Pyrénées par le Val d’Aran, assiège Bayonne (il promulgue une charte in illo castello de Baiona datée du 26 octobre)[17], sans doute pour soutenir ses alliés Centulle II de Bigorre et Gaston IV de Béarn contre Guillaume X d'Aquitaine (fin en novembre 1131)[18].
- Novembre : le concile de Clermont interdit les tournois[19].
- 26 novembre : alors qu’une épidémie de Mal des Ardents ravage le Nord et l'Ouest de la France et aurait fait quatorze mille morts à Paris, l’évêque Étienne de Senlis organise une procession de la châsse de sainte Geneviève et les malades qui la touchent sont guéris sauf trois[20].

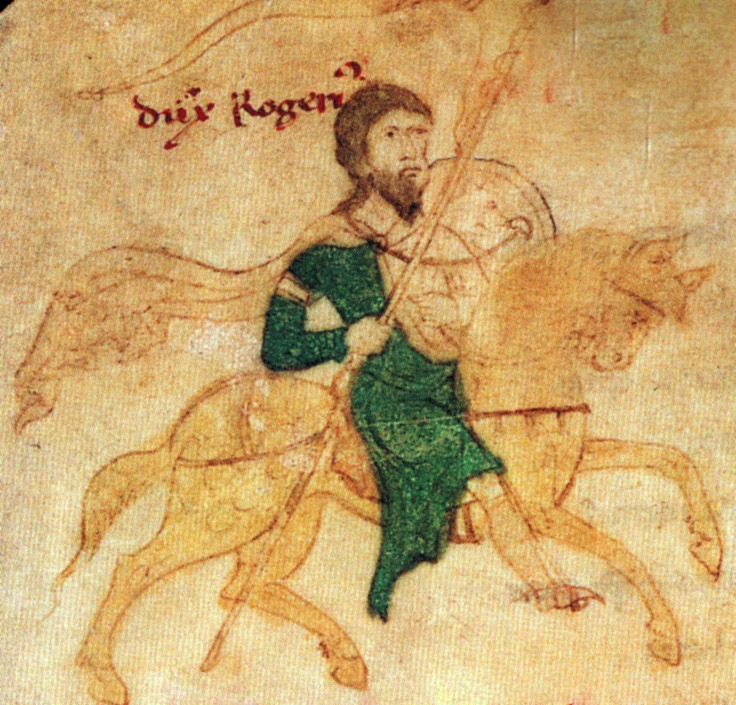
25 décembre : Roger II, roi de Sicile

- 25 décembre : Roger II, qui a placé sous son autorité toutes les possessions normandes en Italie, est couronné roi de Sicile dans la cathédrale de Palerme par l’antipape Anaclet II[21] (fin de règne en 1154). Il poursuit la politique antibyzantine de son grand-père Robert Guiscard. L’Italie du Sud et la Sicile sont réunies dans le royaume normand sous la souveraineté papale.

- Suède : transfert de l’évêché de Sigtuna à Uppsala[22].
- Premières chartes princières attestées en faveur des monastères de Novgorod[23],[24].